# 海華沙 (愛荷華州)
海華沙（英語：Hiawatha）是一個位於美國愛荷華州林縣的城市。

## 地理
海華沙的座標為42°02′40″N 91°40′52″W / 42.04444°N 91.68111°W，而該地的平均海拔高度為260米（即850英尺）。

## 人口
根據2010年美國人口普查的數據，海華沙的面積為10.96平方千米，當中陸地面積為10.96平方千米，而水域面積為0.00平方千米。當地共有人口7024人，而人口密度為每平方千米640人。